# Lygarina nitida
Lygarina nitida là một loài nhện trong họ Linyphiidae.
Loài này thuộc chi Lygarina. Lygarina nitida được Eugène Simon miêu tả năm 1894.